# Lloyd B. Carleton
Pour les articles homonymes, voir Carleton.
Lloyd B. Carleton est un réalisateur, acteur et producteur américain, né en 1872, et mort à New York (États-Unis) le 8 août 1933.

## Filmographie partielle

### Comme acteur
- 1910 : Simple Charity de D. W. Griffith : Bailiff
- 1914 : Michael Strogoff : Grand duc de Sibérie
- 1927 : Tongues of Scandal (en) de Roy Clements : Mr. Plunkett

### Comme réalisateur
- 1914 : Michael Strogoff
- 1916 : The Unattainable (en)
- 1916 : The Way of the World
- 1916 : Her Soul's Song
- 1916 : The Devil's Bondwoman (en)
- 1923 : The Flying Dutchman (en)
- 1925 : Nine and Three-Fifths Seconds

### Comme producteur
- 1920 : The Amazing Woman (en) de John G. Adolfi